# Rede de transporte
Uma rede de transporte é um conjunto interligado de rotas específicas, onde circulam transportes. Estas redes (em estudos matemáticos também conhecidas por grafos) são constituídas por um conjunto finito de nós e arcos. Os nós são geralmente os pontos de maior relevância da rede, sendo as ligações entre os nós feita pelos arcos. (Novaes, 1989, p. 20). 

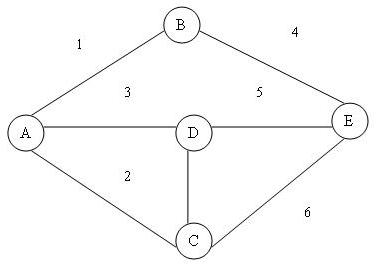
Figura 1: Exemplo de uma rede, onde as letras(A, B, C, D, E) mostram os nós e os números (1, 2, 3, 4, 5, 6) mostram os arcos

Existem várias redes de transportes, COMO TAIS:
- Rede urbana – rede localizada num meio urbano ou citadino (exº: estrada local);
- Rede rodoviária – rede de longo percurso (exº: auto-estrada);
- Rede ferroviária – rede de caminhos-de-ferro (exº linha de alta velocidade (TGV));
- Rede aérea – rede de transportes aéreos (não existe delimitação das vias neste caso, pois o espaço aéreo não restringe a circulação dos transportes a um local exacto).

## Problemas reais
Em problemas logísticos específicos com redes de transporte reais, são destacados os pontos de maior importância, tais como a origem e destino, locais de transferência e/ou armazenagem de cargas e também pontos de ligação com outras redes, redes de arvores também (estes pontos são os nós da rede), sendo as ligações entre estes nós feita através dos denominados arcos através do sistema de transporte (no caso das redes de transporte os arcos são as vias de transportes e têm geralmente associados a eles custos ou tempo) (Novaes, 1989, p. 20). Em fases de planeamento de uma rede, ou quando se quer uma resposta rápida, os analistas não se interessam por resultados detalhados, mas sim numa solução aproximada. Nestas situações são feitas simplificações e em vez de se representar todos os nós e arcos, imagina-se que a distancia entre dois nós pode ser estimada através da distância geométria entre esses mesmos. Depois a distancia real é estimada através de um coeficiente de correcção apropriado (Novaes, 1989, p. 21).

## Optimização
Existem várias abordagens ligadas à logística para optimização de redes. Uma delas é a das redes de transporte, que tem como objectivo minimizar os custos de transporte.
O procedimento normal no caso do transporte é identificar a melhor ligação entre nós, tendo em conta as várias alternativas (Gomes et al., 2004, p. 63).
A optimização de uma rede possui várias vantagens de desvantagens. Entre as vantagens, encontram-se a rapidez do tempo de soluçao e a facilidade de comunicação entre especialistas e não-especialistas. Como desvantagens encontram-se custos fixos e custos variáveis relacionados com a optimização (Gomes et al., 2004, p. 64).